# میکروفون خازنی

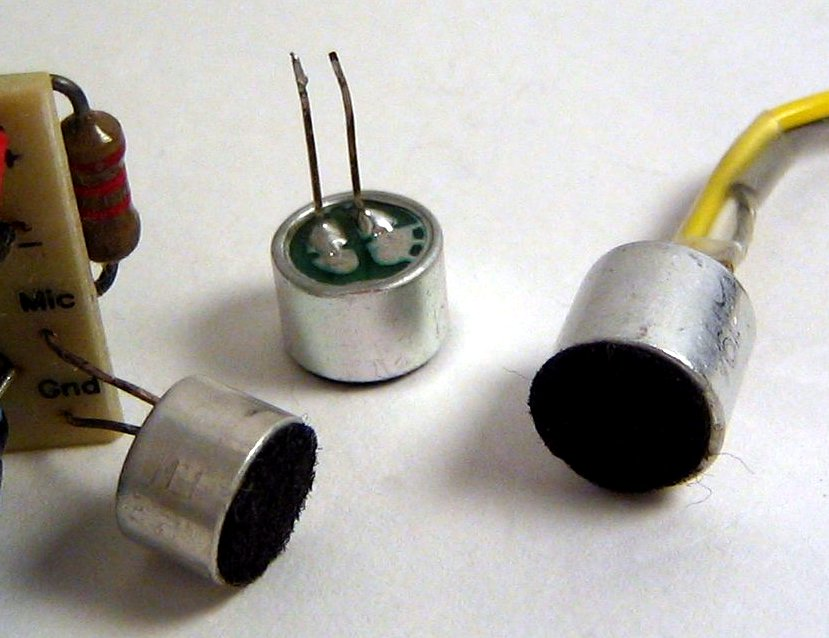
کپسول میکروفون الکترت

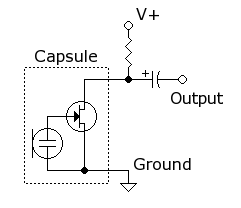
این مدار میکروفون خازنی نمونه دارای جی‌فت پیکربندی‌شده با یک سورس مشترک است در داخل کپسول الکترت دو ترمینالی است. جی‌فت از خارج توسط ولتاژ دی‌سی _{+}V از طریق یک مقاومت که بهره و امپدانس خروجی را تنظیم می‌کند، تغذیه می‌شود. سیگنال صوتی خروجی از طریق یک خازن مسدودکننده DC دریافت می‌شود.

میکروفن خازنی (به انگلیسی: condenser microphone) یا میکروفون الکتِرِت (به انگلیسی: electret microphone) میکروفونی است که دیافراگم آن یک خازن (که از لحاظ تاریخی کندانسور نامیده می‌شود) تشکیل می‌دهد که یک الکتِرِت را در خود جای داده است. دوقطبی الکتریکی دائمی الکترت یک بار ثابت Q بر روی خازن ایجاد می‌کند. امواج صوتی دیافراگم را حرکت می‌دهد و ظرفیت C را تغییر می‌دهد که تغییر ولتاژ مربوطه را در خازن ΔV = Q/ΔC ایجاد می‌کند. بار ثابت الکترت نیاز به منبع تغذیه قطبنده مورد نیاز برای میکروفون‌های خازنی غیرالکترتی را از بین می‌برد، اگرچه معمولاً یک پیش‌تقویت‌کننده برای تقویت سیگنال ولتاژ صوتی تعبیه می‌شود.

## مواد الکترت
الکترت یک ماده دی‌الکتریک پایدار با دوقطبی الکتریکی دائمی است که به دلیل مقاومت بالا و پایداری شیمیایی صدها سال باقی می‌ماند. نام از electr ostatic و magn et گرفته شده است. تشبیه به شکل‌گیری آهنربا با تراز کردن حوزه‌های مغناطیسی در یک قطعه آهن. الکتروت‌ها معمولاً با ذوب یک ماده دی‌الکتریک مناسب مانند پلاستیک یا موم که حاوی مولکول‌های قطبی است، ساخته می‌شوند و سپس به دی‌الکتریک اجازه می‌دهند تا در یک میدان الکترواستاتیک قدرتمند دوباره جامد شود. مولکول‌های قطبی دی‌الکتریک خود را در جهت میدان الکترواستاتیک قرار می‌دهند و یک «سوگیری» دائمی الکترواستاتیکی ایجاد می‌کنند.

## پیشینه
مواد الکترت از دهه ۱۹۲۰ شناخته شده بودند و چندین بار به عنوان عناصر میکروفون خازنی پیشنهاد شدند، اما تا زمانی که نوع فویل الکترت در آزمایشگاه‌های بل در سال ۱۹۶۱ توسط گرهارد سسلر و جیمز وست با استفاده از فویل تفلون فلزاندودشده نازک اختراع شد، غیرعملی در نظر گرفته شدند. این رایج‌ترین نوع بود که در بسیاری از کاربردها از ضبط با کیفیت بالا و استفاده از میکروفن یقه‌ای گرفته تا میکروفون‌های داخلی در دستگاه‌های ضبط صدا کوچک و تلفن‌ها استفاده می‌شود. میکروفون‌های الکترت نوین از پلاستیک PTFE چه به صورت پوسته‌ای و چه به صورت حل‌شده برای تشکیل الکترت استفاده می‌کنند.

## انواع
سه نوع عمده از میکروفون‌های الکترت وجود دارد که در نحوه استفاده از مواد الکترت متفاوت است:
- نوع فویلی یا دیافراگمی

یک پوسته از مواد الکترت به عنوان خود دیافراگم استفاده می‌شود. این رایج‌ترین ساختار است. اغلب به عنوان پایین‌ترین کیفیت در نظر گرفته می‌شود، زیرا مواد الکترت مورد استفاده گاهی دیافراگم خوبی نمی‌سازد. مواد نوین کارایی بسیار قابل مقایسه ای را با دیگر طراحی‌ها فراهم کرده‌اند.
- الکترت پشت

یک پوسته الکترت روی صفحه پشتی کپسول میکروفون اعمال می‌شود و دیافراگم از یک ماده بدون بار ساخته شده است که ممکن است از نظر مکانیکی برای طراحی مبدل مناسب‌تر باشد.
- الکترت جلو

این طراحی فاقد صفحه پشتی است و خازن توسط دیافراگم و سطح داخلی کپسول تشکیل شده است. پوسته الکترت به پوشش جلویی داخلی چسبانده شده و دیافراگم فلزاندودشده به ورودی فِت (ترانزیستور اثر میدان) وصل شده است. معادل الکترت پشتی است که می‌توان از هر پوستهٔ رسانا برای دیافراگم استفاده کرد.
میکروفون‌های الکترت برخلاف سایر میکروفون‌های خازنی به ولتاژ قطبی‌ساز نیاز ندارند، اما معمولاً حاوی یک پیش‌تقویت‌کننده یکپارچه هستند که به مقدار کمی توان نیاز دارد (اغلب به اشتباه به آن توان قطبنده یا بایاس می‌گویند). این پیش‌تقویت‌کننده اغلب در تقویت صدا و کاربردهای استودیویی از برق فانتوم استفاده می‌کند. انواع دیگر عبارتند از باتری ۱٫۵ولتی در محفظه میکروفون، که اغلب به‌طور دائم وصل می‌شود زیرا تخلیه جریان معمولاً بسیار کوچک است.

## یادداشت
1. ↑  Rose, Bruce (2019-01-08). "Comparing MEMS and Electret Condenser (ECM) Microphones". CUI Devices (به انگلیسی). Archived from the original on 2024-02-07. Retrieved 2024-05-17.
2. ↑  Ainissa Ramirez (2022-02-07). "Jim West's marvellous microphone". Chemistry World. Royal Society of Chemistry. Retrieved 2022-02-24.
3. ↑  "Patent US3118979: Electrostatic transducer" (PDF). www.freepatentsonline.com. United States Patent Office. Retrieved 12 April 2016.
4. ↑  Juang, Lynn. "Foil Electret Microphone: Sessler & West (1960)". Bell Labs, Multimedia Communications Research Laboratory. Archived from the original on February 4, 2012. Retrieved 19 January 2009.